# Charles Francis Brush
Charles Francis Brush (né le 17 mars 1849 - mort le 15 juin 1929) est un inventeur américain, l’un des fondateurs de l’énergie éolienne. Il invente, entre autres, une dynamo à courant continu très efficace employée dans le réseau électrique public, la première lampe à arc commerciale, et une méthode efficace de fabrication de batteries à plomb-acide.

## Biographie
Francis Brush est né aux États-Unis à South Euclid, agglomération de Cleveland, dans l'état de l'Ohio, son père est Isaac Elbert Brush et sa mère Delia Williams Phillips Brush. 
Il obtient un diplôme d'ingénieur minier de l'Université du Michigan en 1869. Dans un premier temps il travaille quatre ans en tant que chimiste, puis devient négociant en minerais de fer. 
Il épouse Mary Ellen Morris en 1875 avec laquelle ils ont trois enfants, Edna (Brush-Perkins), Helene et Charles. 
Son invention de lampe à arc en 1878, qu'il présenta grâce à vingt lampadaires placés dans le parc public de Cleveland en 1879, le rend célèbre. En 1880 il fonde la Brush Electric Company et dès 1882 les « Brush lights» sont utilisées dans le monde entier. 

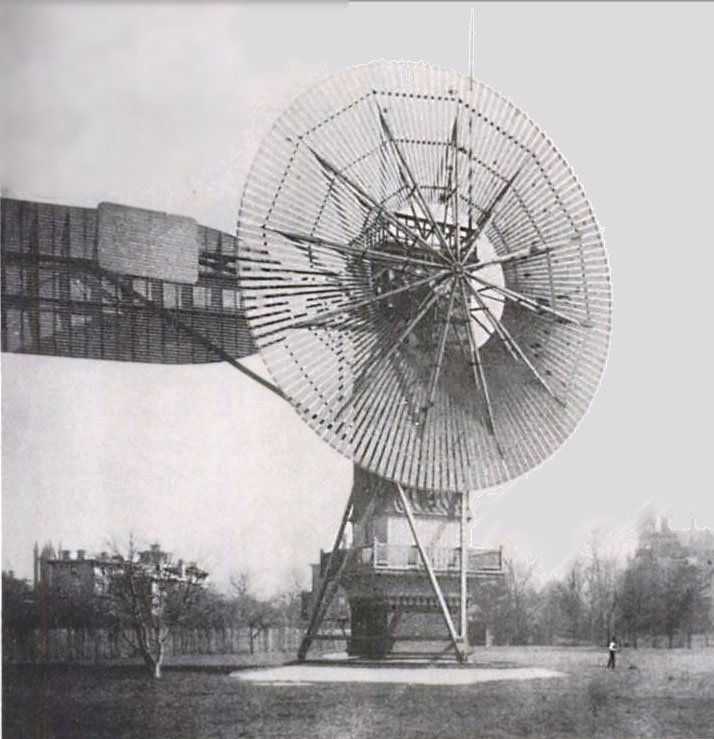
La turbine de Brush (1888).

Durant l’hiver de 1887-88, Brush construit ce qui est aujourd’hui considéré comme la première éolienne à fonctionnement automatique destinée à la production d’électricité. Cette éolienne d’une puissance de 12 kW à ossature bois a un diamètre de rotor de 17 m et 144 pales fabriquées en bois de cèdre. La toute première éolienne électrique mesure 17 mètres de hauteur, possède 17 pales en cèdre et a une puissance de 12 kilowatts. 
En 1889 sa société est rachetée par la Thomson-Houston Electric, laquelle fusionne en 1891 avec la société Edison General Electric Company pour former l'actuelle General Electric.

## Odonyme
- Lycée Charles F. Brush, South Euclid (sa ville natale)[3].

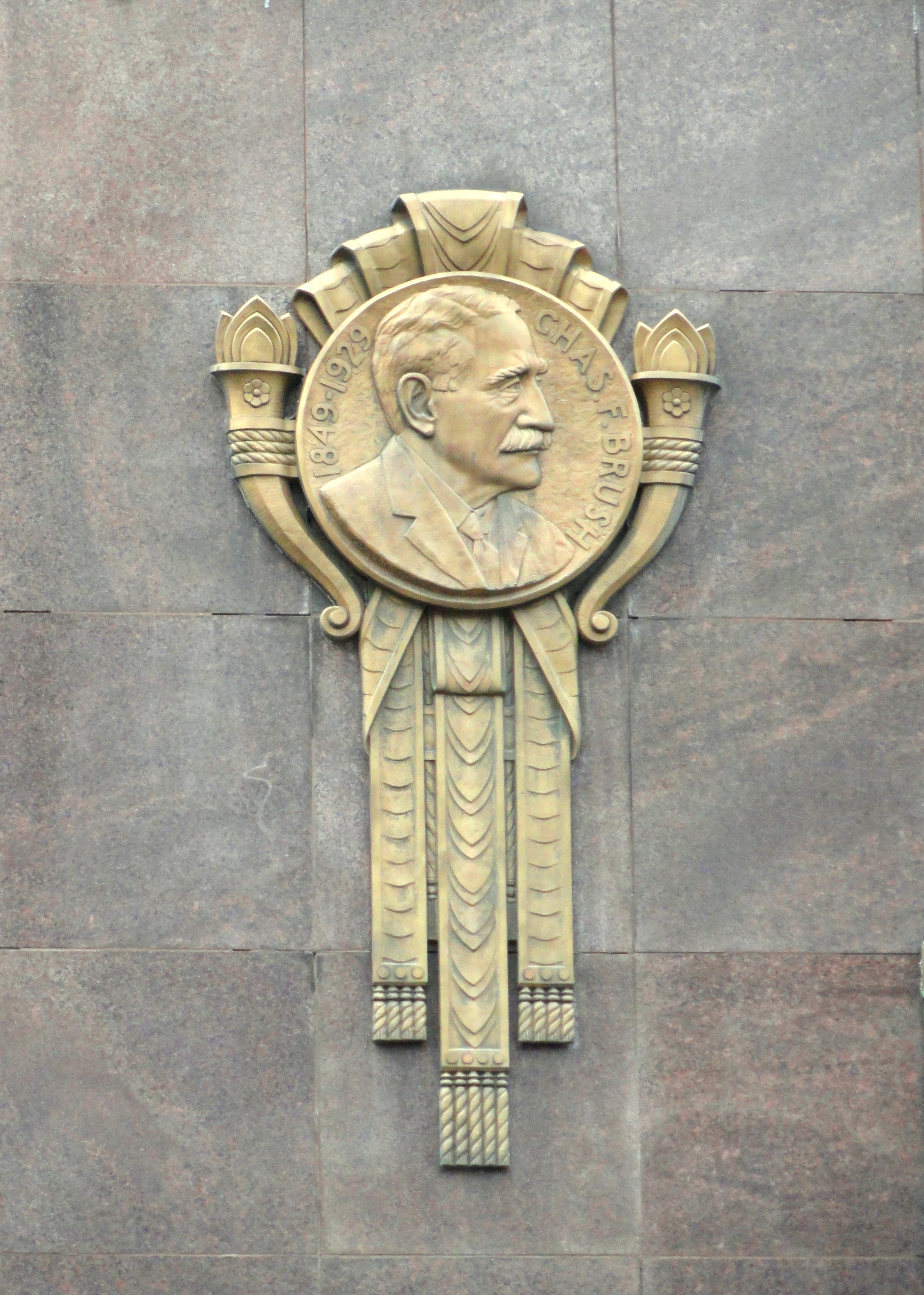
Plaque commémorative C. F. Brush - Cleveland - Ohio.

## Distinctions
- Prix de l'Académie américaine des arts et des sciences en 1899[1].
- Médaille de l'American Institute of Electrical Engineers en 1913[1].
- Médaille du Franklin Institute en 1928[1].
- National Inventors Hall of Fame.
- Chevalier de la Légion d'honneur en 1881[1].